# Un mundo normal
Un mundo normal es una película dirigida y escrita por el director de cine español Achero Mañas estrenada en 2020 sobre las cosas importantes de la vida, y protagonizada por el actor Ernesto Alterio.

## Sinopsis
Una película sobre la vida y la muerte con la valentía de afrontar la muerte que nos transmite el protagonista, Ernesto Alterio, apoyado por su hija y el perro de su madre. Cumplir el deseo de la madre de descansar en el mar cuando muera es el motivo por el que se inicia un viaje en una furgoneta. El viaje nos descubre con diálogos e imágenes el sentido de la vida, Ernesto a modo de Ulises cinematográfico.

## Trama
La vida de un hombre recién separado, las relaciones con su exmujer, su hija, su madre, su hermano y su trabajo. Un contexto normal que en el recorrido de la película nos descubre las particularidades de esta familia que la hacen diferente. La asistencia a funerales de los amigos de la madre transmite la realidad del final común, la muerte, a la que la madre se va enfrentando con la compañía de sus amigos y familiares.
La valentía del protagonista se revela en los diálogos que mantiene con su madre y con su hija. La fotografía de los paisajes del viaje para llegar al mar ayuda a digerir el duelo del entierro de la madre. Este funeral familiar que tendrá su final en el mar es un hecho normal, un entierro, y sin embargo con unas características poco habituales: lo que se lanza al mar no son las cenizas sino el cuerpo muerto de la madre.

## Reparto
| Intérprete          | Personaje                        |
| ------------------- | -------------------------------- |
| Ernesto Alterio     | Ernesto                          |
| Gala Amyach         | Cloe                             |
| Ruth Díaz           | Julia                            |
| Pau Durà            | Max                              |
| Magüi Mira          | Carolina                         |
| Óscar Pastor        | Iván                             |
| Raquel Villarejo    | Sara                             |
| Nacho Sánchez       | Benjamín                         |
| Abdelatif Hwidar    | Inspector Jefe                   |
| Joan Daròs          | Policía 1                        |
| José Montó          | Agente Tráfico                   |
| Helena Font         | Cajera Ikea                      |
| Razvan Burtea       | Emigrante Ikea                   |
| Luis Miguel Seguí   | Responsable Funeraria            |
| Cristina Fernández  | Guardia Civil                    |
| Pepa Juan           | Dulce                            |
| Manuel Ochoa        | Antonio                          |
| Sergio Villanueva   | Policía 2                        |
| Maite Pastor        | Chica Producción                 |
| Jorge Gonzalo       | Chico 1 Rodaje                   |
| Rocío G. Cela       | Chica Producción                 |
| Alfonso Mendiguchía | Martín, representante de Ernesto |
| Ascensión López     | Lola, amiga de Carolina (voz)    |
| Bonnie el Perro     | Bonnie                           |

## Trayectoria
Producida en 2019 se estrenó en 2020 y fue seleccionada para el Festival de Málaga Cine en Español en la Sección Oficial a Concurso.

## Ficha técnica
- Producción: Gerardo Herrero, Pedro Pastor
- Director: Achero Mañas
- Guion: Achero Mañas
- Dirección de fotografía: David Omedes
- Montaje: José Manuel Jiménez
- Música: Vanessa Garde
- Género: Drama y Comedia[6]

## Críticas
"Mañas regresa con una entusiasta y feliz reivindicación de la normalidad, la de siempre (…) una vuelta tan feliz como brillante y sentida. Y con sentido (…) película que se celebra desde los precipicios que se esconden en la intimidad del salón comedor." 
Luis Martínez: Diario El Mundo

"Mañas logra un conmovedor homenaje a una generación de cómicos y libertarios que desaparece" 
Elsa Fernández-Santos: Diario El País

"Drama aunque despojado de dramatismo gracias a una pintoresca Magüi Mira, magnífica (…) cuida mucho el entorno y detalles de los personajes para que se amolden a lo políticamente correcto (…) Puntuación: ★★ (sobre 5)" 
Oti Rodríguez Marchante: Diario ABC

"Se limita a seguir patrones demasiado gastados. (…) la necesidad constante de estar dando lecciones de vida lastra una propuesta que utiliza la ligereza para terminar resultando cargante. (…) Puntuación: ★★ (sobre 5)" 
Beatriz Martínez: Diario El Periódico

"Película pequeña e intimista, tan vitalista como reflexiva, una comedia existencial (…) un proyecto sin excesivas pretensiones, pero con mucha franqueza. (…) Puntuación: ★★★ (sobre 5)" 
Marta Medina: El Confidencial

"Reconfortante road movie con el duende de la diva Magüi Mira (…) Puntuación: ★★★½ (sobre 5)" 
Sergio F. Pinilla: Cinemanía

"Su visión de la diferencia entre el arte y la creación alimenticia y su retrato del presente resultan ingenuos. En cambio, funciona en su dimensión afectiva. Mañas propone personajes sólidos (…) Puntuación: ★★★ (sobre 5)" 
Desirée de Fez: Fotogramas